# I Ђорђи (Перуђа)
I Ђорђи је насеље у Италији у округу Перуђа, региону Умбрија.
Према процени из 2011. у насељу је живело 66 становника. Насеље се налази на надморској висини од 335 м.